# Horváth Bálint József
Horváth Bálint József (Csepreg, 1854. március 13. – Komáromfüss, 1909. február 24.) Szent Benedek-rendi áldozópap és tanár.

## Élete
A gimnáziumot Kőszegen és Sopronban végezte; 1871. szeptember 8-án a Szent Benedek-rendbe lépett. Teológiai tanulmányait Pannonhalmán elvégezvén, 1878. július 9-én miséspappá szenteltetett föl. 1882-ig Kőszegen, azután Esztergomban és Győrött működött mint főgimnáziumi tanár; a magyar és latin nyelvet és földrajzt adta elő. Később a Pannonhalmi Bencés Főapátság főiskolájában a középiskolai tanárképzőben a történelem és földrajz tanára volt.
Programmértekezései a kőszegi római katolikus gimnázium Értesítőjében (1879, Madagaskar), az esztergomi esztergomi Római Katolikus Főgimnázium Értesítőjében (1884, Az Árpádház nemzetségfája és családi viszonyai).